# FLYING JET
『FLYING JET』（フライング・ジェット）は、2009年9月30日に発売された清木場俊介の4枚目のオリジナル・アルバム。

## 概要
移籍第2弾アルバム。1弾である前作『Rockin' the Door』から僅か3ヶ月弱というインターバルでリリースされた。
シングルとしてリリースされた「JET」を含む全12曲が収録され、初回限定盤に付属のDVDには「JET」のミュージック・ビデオとドキュメント映像が収録されている。
9月30日付のオリコンアルバムデイリーチャートで初登場7位を記録し、10月12日付のオリコン週間アルバムランキングで12位を記録した。
本作発売前の9月11日に全国ツアー『清木場俊介 FLYING JET TOUR 2009〜2010』がスタートし、2010年1月31日に日本武道館でツアーファイナルを迎えた。

## 収録曲

### CD
1. 俺だけのハイウェイ（4:05）
（作詞：清木場俊介 / 作曲：川根来音 / 編曲：根岸孝旨）
2. 祭りの後（3:25）
（作詞・作曲：清木場俊介 / 編曲：高橋圭一 / ブラス編曲：佐野聡）
3. 愛NEED YOUR LOVE（3:42）
（作詞・作曲：清木場俊介 / 編曲：弥吉淳二）
タイトル曲は「I need your love」と「愛」をかけている。
次作『ROCK&SOUL』を引っ提げたツアー『清木場俊介 ROCK&SOUL 2010-2011』でもレギュラーメニューとして取り入れられ、クリスマスライブ『WHITE ROCK』の定番曲とされている[6][注釈 1]。
4. ここに居る事を…（4:05）
（作詞：清木場俊介 / 作曲：川根来音 / 編曲：弥吉淳二 / ストリングス編曲：岡村美央）
後にレンタル限定ミニアルバム『BALLAD SELECTION』やバラードセレクションアルバム『LOVE SONGS 〜BALLAD SELECTION〜』に収録された。
5. 9:36 〜キミと居た夏〜（5:02）
（作詞：清木場俊介 / 作曲：清木場俊介、川根来音 / 編曲：高橋圭一）
後にレンタル限定ミニアルバム『BALLAD SELECTION』やバラードセレクションアルバム『LOVE SONGS 〜BALLAD SELECTION〜』に収録された。
6. JET（5:03）
（作詞：清木場俊介 / 作曲：唄い屋 / 編曲：弥吉淳二 / ストリングス編曲：岡村美央）
このアルバムの先行シングル。
7. あのさ〜（3:19）
（作詞：清木場俊介 / 作曲：清木場俊介、川根来音 / 編曲：高橋圭一 / ストリングス編曲：弦一徹）
2014年に発売されたベスト・アルバム『唄い屋・BEST Vol.1』には、ボサノヴァ調にリアレンジ・リレコーディングされた音源が収録された[7]。
8. Lusia（4:53）
（作詞・作曲：清木場俊介 / 編曲：弥吉淳二）
タイトルの「ルージア」とは、イタリア共和国ヴェネト州ロヴィーゴ県のコムーネの一つで、歌詞はその地での二人の恋物語となっている。
9. 見果てぬ夢（5:24）
（作詞：清木場俊介 / 作曲：清木場俊介、川根来音 / 編曲：高橋圭一）
10. ハイドロップス アンド ハイタイムス（4:06）
（作詞・作曲：川根来音 / 編曲：根岸孝旨）
11. Hey Baby（3:44）
（作詞・作曲：清木場俊介 / 編曲：弥吉淳二 / ストリングス編曲：岡村美央）
12. 生きる証（6:08）
（作詞：清木場俊介 / 作曲：清木場俊介、川根来音 / 編曲：高橋圭一 / ストリングス編曲：弦一徹）
テレビ朝日系「ビートたけしのTVタックル」エンディングテーマ曲。
「今。」「エール」との“生き様三部作”の第2弾に当たる楽曲[8]。
PVも製作されており、ライブDVD「日本武道館 -2010年1月31日 FLYING JET TOUR 2009〜2010 TOUR FINAL-」に特典映像として収録されている。

### DVD（初回盤のみ）
1. JET (MUSIC VIDEO)
2. FLYING JET 〜Real Story〜

## 参加ミュージシャン
| 俺だけのハイウェイ - 清木場俊介：Vocal, Chorus - 古田たかし：Drums - 根岸孝旨：Electric Bass, Electric Guitar - 西川進：Electric Guitar, Acoustic Guitar - 柴田俊文：Organ - 木本ヤスオ：Programming 祭りの後 - 清木場俊介：Vocal, Chorus - 村石雅行：Drums - 松原秀樹：Electric Bass - 高橋圭一：Electric Guitar, Programming - 染谷俊：Organ - 鈴木正則、佐々木史郎：Trumpet - 佐野聡：Trombone - 吉田治：Sax 愛NEED YOUR LOVE - 清木場俊介：Vocal, Chorus - 玉田豊夢：Drums - 小池ヒロミチ：Electric Bass - 弥吉淳二：Electric Guitar, Acoustic Guitar, Tambourine, Shaker - 高野勲：Organ - 大和田保紀：Programming ここに居る事を… - 清木場俊介：Vocal - 弥吉淳二：Acoustic Guitar - 朝倉真司：Percussion - 岡村美央ストリングス：Strings 9:36 〜キミと居た夏〜 - 清木場俊介：Vocal, Chorus - 野崎真助：Drums - 美久月千晴：Electric Bass - 高橋圭一：Acoustic Guitar, 12strings Electric Guitar, Programming - 染谷俊：Piano, Organ JET - 清木場俊介：Vocal, Chorus - 玉田豊夢：Drums - 小池ヒロミチ：Electric Bass - 弥吉淳二：Acoustic Guitar, Electric Guitar, Percussion - 高野勲：Piano, Synthesizer - 大和田保紀：Programming - 岡村美央ストリングス：Strings | あのさ〜 - 清木場俊介：Vocal, Chorus - 村石雅行：Drums - 美久月千晴：Electric Bass - 高橋圭一：Acoustic Guitar, Electric Guitar, Programming - 小島良喜：Piano, Organ - 弦一徹Strings：Strings Lusia - 清木場俊介：Vocal, Chorus - たちばな哲也：Drums - 小池ヒロミチ：Electric Bass - 弥吉淳二：Acoustic Guitar, Electric Guitar - 千葉純治：Organ - 大和田保紀：Programming 見果てぬ夢 - 清木場俊介：Vocal, Chorus - 村石雅行：Drums - 住吉中：Electric Bass - 高橋圭一：Acoustic Guitar, Electric Guitar, Programming - 中西康晴：Organ ハイドロップス アンド ハイタイムス - 清木場俊介：Vocal, Chorus - 古田たかし：Drums, Tambourine, Shaker - 根岸孝旨：Electric Bass - 西川進：Electric Guitar - 柴田俊文：Electric Piano, Piano, Synthesizer - 木本ヤスオ：Programming Hey Baby - 清木場俊介：Vocal, Chorus - 玉田豊夢：Drums - 小池ヒロミチ：Electric Bass - 弥吉淳二：Acoustic Guitar, Shaker - 高野勲：Piano - 大和田保紀：Programming 生きる証 - 清木場俊介：Vocal, Chorus - 松本淳：Drums - 松原秀樹：Electric Bass - 高橋圭一：Acoustic Guitar, Electric Guitar, Programming - 中西康晴：Piano, Organ - 弦一徹Strings：Strings |